# Martín Raúl García
Martín Raúl García (4 de junho de 1970) é um ex-futebolista peruano que atuava como meia.

## Carreira
Martín Raúl García integrou a Seleção Peruana de Futebol na Copa América de 1995.